# Escatalens
Escatalens è un comune francese di 1 129 abitanti situato nel dipartimento del Tarn e Garonna nella regione dell'Occitania.

## Società

### Evoluzione demografica
Abitanti censiti

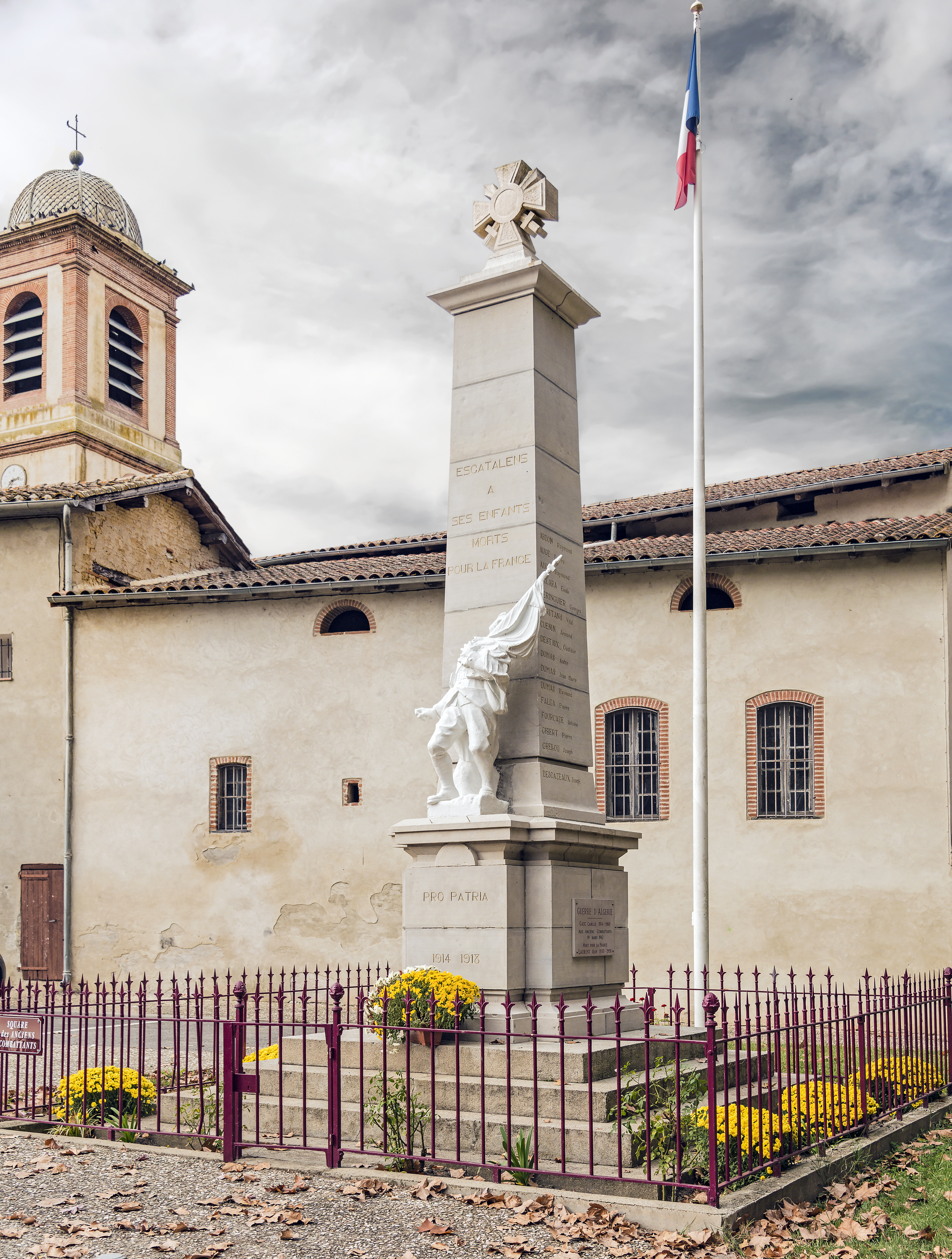
Il memoriale di guerra,
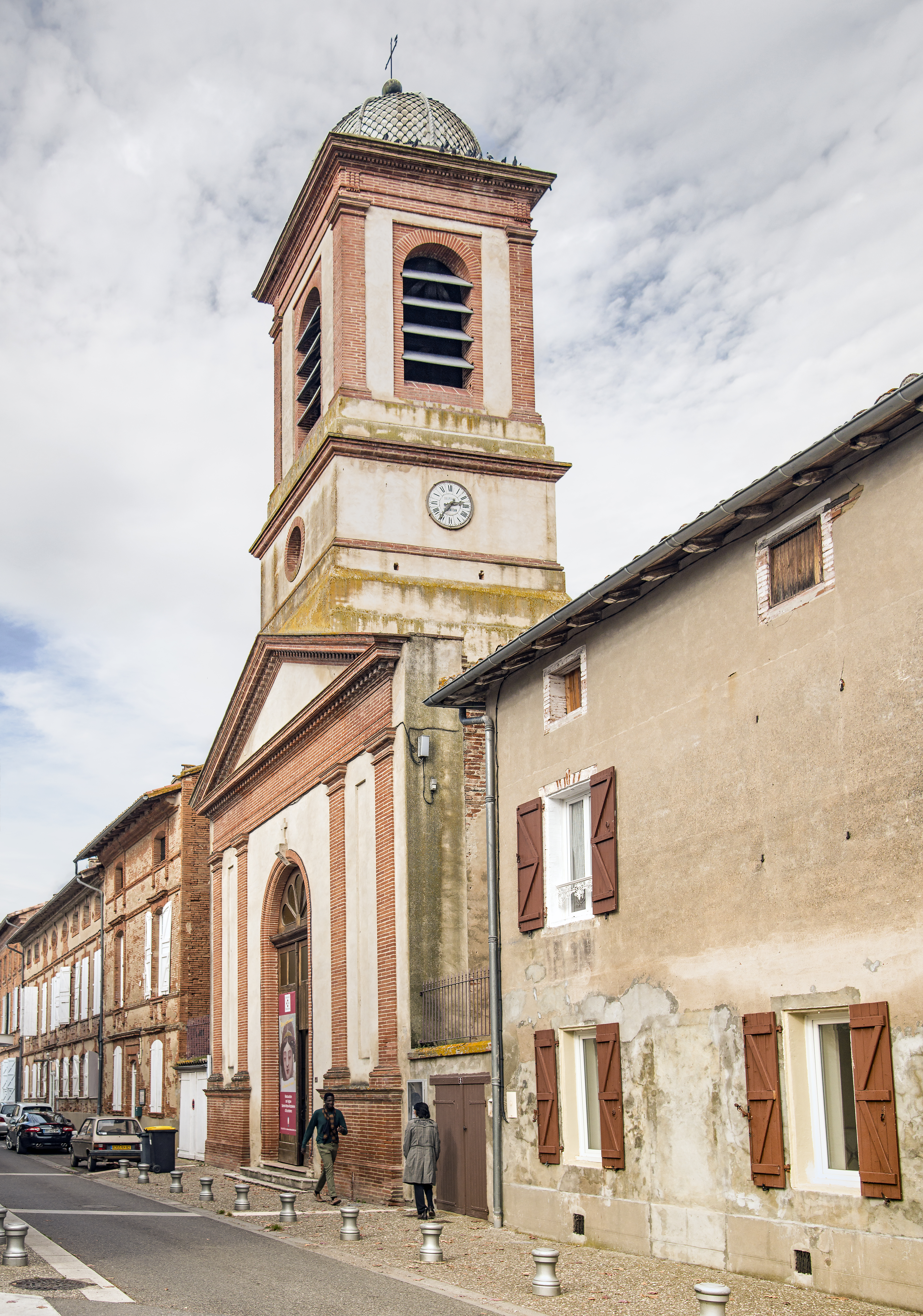
La chiesa
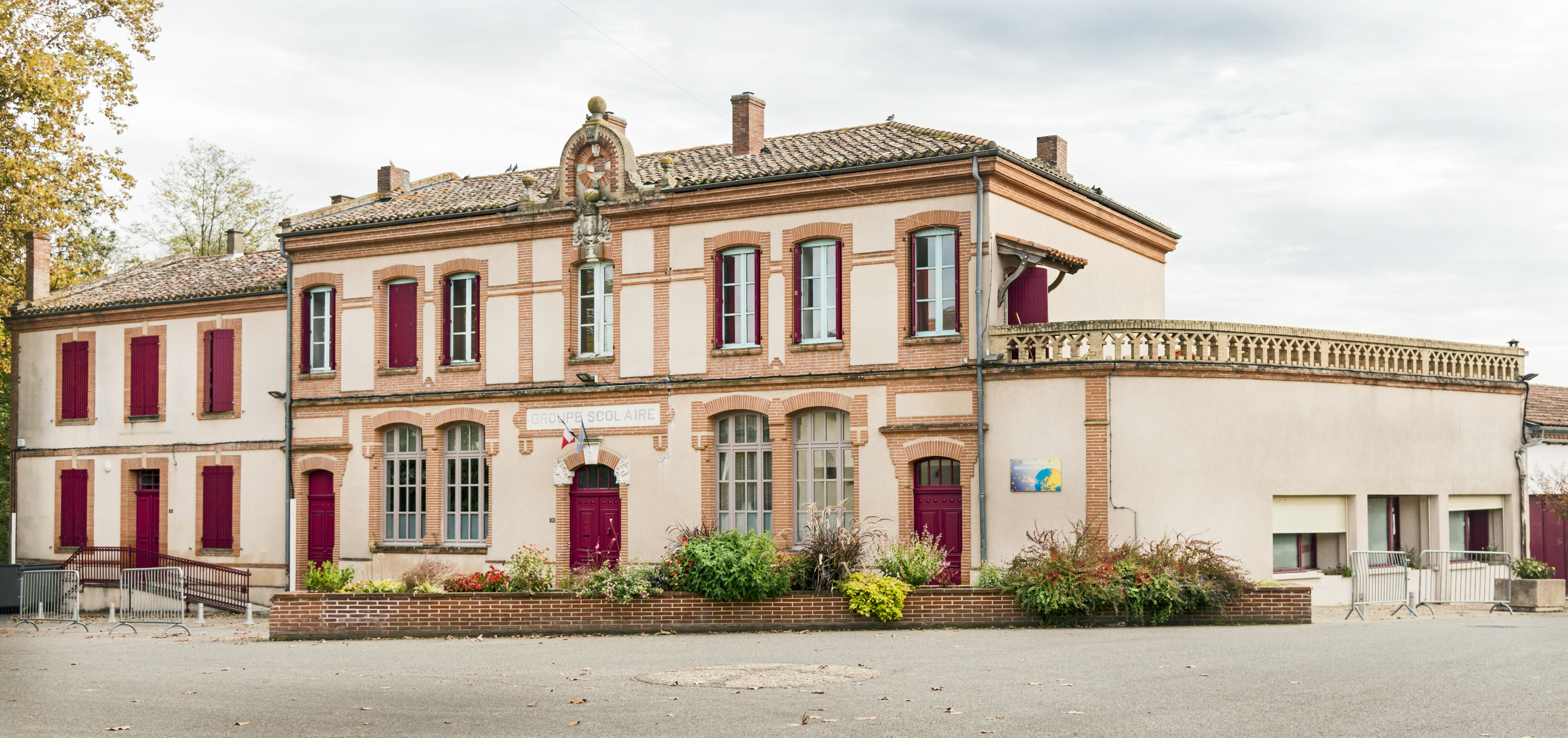
La scuola 'Antoine de Saint-Exupéry'